# Mixu Paatelainen
Mika-Matti Petteri Paatelainen (Helsinki, 3 de febrero de 1967), más conocido como Mixu Paatelainen, es un exfutbolista y entrenador finlandés. Actualmente está libre.
Paatelainen tuvo una carrera como jugador de 20 años, jugando para nueve clubes en cuatro países. La mayor parte de su carrera la pasó en las ligas escocesas, con Dundee United, Aberdeen, Hibernian, St. Johnstone y Saint Mirren. También jugó para Valkeakosken Haka en Finlandia, Bolton Wanderers y Wolverhampton en Inglaterra y Racing de Estrasburgo en Francia. Mientras estuvo en el Bolton, Paatelainen se convirtió en el primer finlandés en jugar en la Premier League.
Marcó 18 goles en 70 partidos con la selección finlandesa, lo que lo convierte en el decimotercer jugador con más partidos internacionales de Finlandia y el quinto máximo goleador de todos los tiempos.

## Carrera como jugador
Paatelainen hizo su debut con el Valkeakosken Haka en 1985. Jugó 48 partidos de liga con el Haka, anotando 18 goles. Durante su temporada de debut, Haka ganó la Copa de Finlandia, el único honor del club durante su tiempo allí.
En octubre de 1987, Dundee United lo fichó por una tarifa de transferencia de £100,000. Marcó en su debut un día después y rápidamente se estableció como titular del primer equipo, anotando 11 goles en su primera temporada, incluidos cuatro goles en una goleada por 7-0 al Morton en abril de 1988. Paatelainen también ayudó al equipo a llegar a la final de la Copa de Escocia en mayo de 1988, aunque tuvo que conformarse con una medalla de subcampeón cuando el United perdió 2-1 ante el Celtic. Fue el máximo goleador del club durante las siguientes dos temporadas y en total anotó 47 veces en 173 partidos con el United.
En marzo de 1992, se transfirió al Aberdeen por £400.000. Durante las tres temporadas que estuvo allí, marcó 23 goles en 75 partidos. Paatelainen jugó en dos finales de copa durante su etapa en Pittodrie, pero perdió ante el Rangers en octubre de 1992 en la final de la Copa de la Liga y en mayo de 1993 perdió ante el mismo rival en la final de la Copa de Escocia.
Paatelainen fue transferido en 1994 al club inglés Bolton Wanderers. El equipo fue ascendido a la Premier League en su primera temporada con el club, lo que significó que Paatelainen se convirtió en el primer futbolista finlandés en jugar en disputar dicha competencia (ya que la antigua Primera División había sido rebautizada en 1992). Jugó un papel crucial en el triunfo de la promoción, poniendo al Bolton 3-2 por delante en su choque final de playoffs con Reading en la prórroga en su camino hacia una victoria por 4-3 que puso fin a un exilio de 15 años de la máxima categoría.
Paatelainen también jugó en la final de la Copa de la Liga de 1995, en la que Wanderers fue derrotado 2-1 por el Liverpool. No pudo mantener al Bolton en la Premier League en 1995-96, aunque regresaron la próxima temporada al ganar el título de la División One con 100 goles y 98 puntos. Luego jugó para el Wolverhampton Wanderers durante la temporada 1997-98. No pudo anotar para los Wolves en la liga, pero anotó cuatro veces en la FA Cup, con goles contra Darlington (dos), Charlton Athletic y Wimbledon.
Tras su paso por el Wolverhampton, Paatelainen decidió volver a Escocia en el verano de 1998; esta vez fichando para el Hibernian. Hibs había descendido la temporada anterior, y los doce goles de Paatelainen en su primera temporada ayudaron a su equipo a ascender de nuevo a la primera división de Escocia. La aparición de Paatelainien con el Hibs en la final de la Copa de Escocia de 2001 ante el Celtic significó que se convirtió en el primer jugador en jugar la final de la Copa de Escocia con tres clubes diferentes. A pesar de esto, Paatelainien nunca recogió una medalla de ganador en la competencia. Paatelainen dejó Hibs en 2001 para fichar por el club francés Racing de Estrasburgo. Luego regresó a Hibs por una temporada, donde combinó sus funciones de jugador con las de entrenador de los jóvenes.
En 2003, se transfirió a St. Johnstone, cuando Hibs ya no deseaba extender su contrato, actuando también como asistente del entrenador. Paatelainen solo se quedó allí durante una temporada. Paatelainen luego se transfirió a Saint Mirren, donde también se desempeñó como segundo entrenador.

## Carrera internacional
Paatelainen jugó 70 partidos para Finlandia, anotando 18 goles. Jugó su primer partido internacional el 9 de septiembre de 1986, contra Alemania del Este. Una de sus hazañas en la selección nacional fue marcar cuatro goles en un solo partido contra San Marino, que se erige como un número récord de goles en un partido para Finlandia. Se retiró del fútbol internacional en 2000. Además de sus apariciones con la selección absoluta, Paatelainen también jugó ocho partidos para la Finlandia sub-21 y la sub-19.

## Carrera como entrenador

### Cowdenbeath
Habiendo trabajado previamente como entrenador mientras jugaba para St. Johnstone y Saint Mirren, Paatelainen fue nombrado tiempo completo entrenador del equipo de fútbol semiprofesional Cowdenbeath en agosto de 2005. En su primera temporada, guio al Brasil Azul a su primer título de liga en 67 años. Fichó a sus hermanos Markus y Mikko para el club.

### TPS
El 21 de octubre de 2006, Paatelainen renunció como entrenador de Cowdenbeath para unirse al club finlandés TPS. Guio a TPS al tercer lugar y a la clasificación de la Copa Intertoto de la UEFA en lo que iba a ser su única temporada a cargo.

### Hibernian
Paatelainen se vinculó con la vacante en su antiguo club Hibernian en diciembre de 2007, y fue designado finalmente el 10 de enero de 2008. Al aceptar el trabajo, comentó que quería que Hibs jugara un poco más directo, lo que luego afirmó que se malinterpretó como que quería jugar un juego largo. Paatelainen tomó el trabajo en un momento en que solo habían ganado uno de sus diez juegos anteriores y se habían colado en la mitad inferior de la Scottish Premiership. Los resultados de Hibs inicialmente mejoraron con Paatelainen y el club aseguró un lugar en la mitad superior de la liga. Fue elogiado por los medios por su enfoque táctico para ganar el último Derbi de Edimburgo de la temporada, pero dejó el trabajo de mutuo acuerdo a fines de mayo después de una temporada decepcionante.

### Kilmarnock
Después de un año sin dirigir, Paatelainen fue nombrado entrenador del Kilmarnock el 23 de junio de 2010. El club le ofreció un contrato a largo plazo en marzo de 2011, en un intento de frustrar el interés en Paatelainen de Scunthorpe United. El acercamiento de Scunthorpe fue rechazado por él, pero poco después aceptó una oferta de Finlandia. A pesar de haber dejado Kilmarnock en marzo, Paatelainen ganó el premio Entrenador del año de la SFWA en la temporada 2010-11.

### Selección de Finlandia
Tras un mal comienzo de Finlandia en la clasificación para la Eurocopa 2012 y su descenso en la Clasificación mundial de la FIFA del 33 al 86, Stuart Baxter fue despedido. Paatelainen fue nombrado nuevo entrenador el 31 de marzo de 2011. El acuerdo de Paatelainen con la Federación de Fútbol de Finlandia se extendió hasta 2016, cubriendo no solo las eliminatorias de la Eurocopa 2012 sino también la Copa Mundial de la FIFA 2014 y la clasificación de la Eurocopa 2016. Como Finlandia ya fue eliminada de la Eurocopa, la tarea de Paatelainen era renovar la selección nacional e intentar clasificarse para uno o más de los torneos durante su mandato proyectado como entrenador. El 14 de junio de 2015, Paatelainen fue despedido tras su cuarta derrota consecutiva durante la campaña de clasificación para la Eurocopa 2016.

### Dundee United
Paatelainen fue anunciado como el nuevo entrenador del Dundee United en octubre de 2015, habiendo firmado un contrato hasta 2018. Su primer partido a cargo del club fue una derrota por 1-0 ante el Hearts en Tannadice. No pudo evitar que el equipo descendiera, lo que fue confirmado por una derrota en el Derbi de Dundee el 2 de mayo de 2016, y dejó el United dos días después.

### Selección de Letonia
Paatelainen fue nombrado entrenador de la selección nacional de Letonia en mayo de 2018. El 4 de diciembre anunció que no continuaría en su cargo después de que expirase su contrato a fin de mes.

### Selección de Hong Kong
Paatelainen fue nombrado entrenador del equipo representativo de Hong Kong en abril de 2019 con un contrato de dos años, sucediendo a Gary White. Después de una campaña pésima que solo logró una victoria en doce juegos a cargo, el contrato de Mixu no fue renovado.

### HIFK
Después de que no se renovara su contrato con la selección de Hong Kong, Mixu fue nombrado entrenador del club finlandés HIFK para la temporada 2022. Sin embargo, después del descenso del club, Mixu fue despedido y solo obtuvo una victoria durante la temporada.

## Clubes

### Como jugador
| Club                  | País       | Año       |
| --------------------- | ---------- | --------- |
| Valkeakosken Haka     | Finlandia  | 1985-1987 |
| Dundee United         | Escocia    | 1987-1992 |
| Aberdeen              | Escocia    | 1992-1994 |
| Bolton Wanderers      | Inglaterra | 1994-1997 |
| Wolverhampton         | Inglaterra | 1997-1998 |
| Hibernian             | Escocia    | 1998-2001 |
| Racing de Estrasburgo | Francia    | 2001-2002 |
| Hibernian             | Escocia    | 2002-2003 |
| St. Johnstone         | Escocia    | 2003-2004 |
| Saint Mirren          | Escocia    | 2004-2005 |
| Cowdenbeath           | Escocia    | 2005      |

### Como entrenador
| Club                   | País      | Año       |
| ---------------------- | --------- | --------- |
| Cowdenbeath            | Escocia   | 2005-2006 |
| Turku Palloseura       | Finlandia | 2006-2007 |
| Hibernian              | Escocia   | 2008-2009 |
| Kilmarnock             | Escocia   | 2010-2011 |
| Selección de Finlandia | Finlandia | 2011-2015 |
| Dundee United          | Escocia   | 2015-2016 |
| Ubon UMT United        | Tailandia | 2018      |
| Selección de Letonia   | Letonia   | 2018      |
| Selección de Hong Kong | Hong Kong | 2019-2021 |
| HIFK Helsinki          | Finlandia | 2022      |

## Palmarés

### Como jugador

#### Campeonatos nacionales
| Título                         | Club              | País       | Año     |
| ------------------------------ | ----------------- | ---------- | ------- |
| Copa de Finlandia              | Valkeakosken Haka | Finlandia  | 1985    |
| Football League First Division | Bolton Wanderers  | Inglaterra | 1996-97 |
| Primera División de Escocia    | Hibernian         | Escocia    | 1998-99 |

### Como entrenador

#### Campeonatos nacionales
| Título                      | Club        | País    | Año     |
| --------------------------- | ----------- | ------- | ------- |
| Tercera División de Escocia | Cowdenbeath | Escocia | 2005-06 |

#### Campeonatos internacionales
| Título       | Club / Selección     | País    | Año  |
| ------------ | -------------------- | ------- | ---- |
| Copa Báltica | Selección de Letonia | Letonia | 2018 |